# Cape Horn Hall of Fame
Die Cape Horn Hall of Fame (deutsch Kap-Hoorn-Ruhmeshalle) wurde von der International Association of Cape Horners (IACH) ins Leben gerufen, um die Namen berühmter Persönlichkeiten zu ehren, die in Vergangenheit und Gegenwart das berüchtigte Kap Hoorn am Südende des südamerikanischen Kontinents unter Segeln gerundet haben.
Die IACH versteht sich selbst als eine Vereinigung für Seeleute, die Kap Hoorn unter Segeln auf einer Nonstop-Passage von mehr als 3000 Seemeilen (5.557 km) umrundet haben.
Die jährlichen Auszeichnungen werden langfristig vom französischen Hafen Les Sables-d’Olonne gesponsert, von dem aus die weltumspannenden Ozeanrennen wie die Vendée Globe, Golden Globe Race und das Mini-Transat Ocean Race stattfinden.

## Ruhmeshalle in Les Sables-d’Olonne
Die Namen der Inductees (deutsch Mitglieder der Ruhmeshalle) werden auf der IACH-Ehrentafel in einer Vitrine in Les Sables-d’Olonne angebracht. Die erste Ehrung fand dort am 31. August 2022 statt, vier Tage vor Beginn des Golden Globe Race 2022/23. Die International Association of Cape Horners (IACH) hatte unter dem Vorsitz von Sir Robin Knox-Johnston und Jean-Luc Van Den Heede (VDH) die ersten 28 Seefahrer mit starken seglerischen Verbindungen zum berüchtigtsten Kap der Welt für die „Cape Horn Hall of Fame“ ausgewählt.

## Die ersten 28 Ehrungen
Die ersten 28 Namen reichen von Kapitän Willem Cornelisz Schouten und Jacob Le Maire, die 1616 als Erste Kap Hoorn umrundeten und so eine Route westwärts durch den Pazifischen Ozean zu den Niederländisch-Ostindischen Inseln fanden, seit 1938 der deutsche Kapitän Adolf Hauth mit dem Viermaster Priwall die schnellste Umrundung, über den finnischen Kapitän Verner Björkfelt (1900–1982), der den letzten Flying P-Liner Pamir führte, der das Kap umrundete, bevor die Dampfschifffahrt 1949 die Windjammer verdrängte. Dabei sind auch Sir Robin Knox-Johnston, der erste Mann, der die Welt Einhand ohne Zwischenstopp umsegelte, und der französische Kap-Hoorn-Veteran Jean-Luc Van Den Heede, der zwölfmal das Kap Hoorn umsegelte. Ebenso die Pioniere der Weltumsegelung in kleinen Booten wie der argentinische Segler Vito Dumas, der Franzose Marcel Bardiaux und der Engländer Francis Chichester.

## Auswahlverfahren
Sowohl Knox-Johnston als auch Van den Heede sind im Vorstand der „Cape Horn Hall of Fame“ vertreten und leiten eine Reihe angesehener unabhängiger Experten, die eine Vorauswahl für die Aufnahme künftiger Kandidaten treffen, über die die Mitglieder der IACH jedes Jahr abstimmen. Auf der Website der IACH ist ein Vordruck hinterlegt, über das jede interessierte Person dem Komitee einen begründeten Vorschlag machen kann.

## Liste der Inductees (Mitglieder der Ruhmeshalle)
| Nation             | Name                              | Lebensdaten | Lebensleistung |
| ------------------ | --------------------------------- | ----------- | --- |
| Niederlande        | Kapitän Willem Cornelisz Schouten | 1567 – 1625 | Entdecker von Kap Hoorn im Jahr 1616 und den Tonga-Inseln. Sowohl seine Heimatstadt als auch eines seiner beiden Expeditionsschiffe hießen Hoorn, die somit zum Namensgeber des Kaps wurden. |
| Belgien            | Kapitän Jacob Le Maire            | 1585 – 1616 | Entdeckte zusammen mit Willem Schouten das Kap Hoorn. Der Vater von Kapitän Jacob Le Maire, ein wohlhabender Kaufmann aus Antwerpen, hatte die Reise gesponsert, um eine westliche Route zum Pazifischen Ozean und zu den Gewürzinseln zu finden, um die von der Niederländischen Ostindien-Kompanie auferlegten Handelsbeschränkungen zu umgehen. Die Straße von Le Maire, der berüchtigte Kanal nordöstlich von Kap Hoorn, der das Festland von der Staateninsel trennt, wurde nach ihm benannt. |
| England            | Vizeadmiral Robert Fitzroy        | 1805 – 1865 | Kapitän des Forschungsschiffes Beagle, mit dem Anfang des 19. Jahrhunderts zwei Expeditionen zum Kap Hoorn durchgeführt wurden – die zweite mit dem berühmten Biologen Charles Darwin an Bord –, um die umliegenden Gewässer zu kartieren und um einen Seeweg durch die Inseln zum Pazifik zu finden, der jetzt als Beagle-Kanal bezeichnet wird. Fitzroy und Darwin verbrachten fünf Jahre damit, Kap Hoorn zu erkunden, und hinterließen eine Zeitkapsel (die man 1990 entdeckte) unter einem Steinhaufen auf der Spitze des Kaps. Die Kapsel, ein Porzellantopf, der unter den Felsen vergraben war, enthielt Münzen, einen Essteller der HMS Beagle, eine Royal Marines-Gürtelschnalle und ein Royal Navy White Ensign.                     |
| Finnland           | Kapitän Verner Björkfelt          | 1900 – 1982 | Björkfelt führte die letzte in Deutschland gebaute 4-Mast-Bark Pamir. Sie war der letzte Windjammer, der das Kap Hoorn umrundete, bevor die Dampfschifffahrt 1949 den Handel um die Welt unter Segeln verdrängte. Björkfelt, der während seiner Karriere zehnmal Kap Hoorn umrundete, verließ Port Victoria, Südaustralien, am 28. Mai 1949 in Richtung Falmouth, England, mit der Pamir, die 3.780 Tonnen Gerste geladen hatte. Sie umrundete Kap Hoorn am 11. Juli 1949 und absolvierte die 16.000-Meilen-Reise in 128 Tagen. |
| England            | Kapitän T.C. Fearon               | 1813 – 1869 | Mit 19 bestand er die Prüfung zum 2. Maat, mit 22 zum Maat und im Alter von 30 zum Kapitän, danach verbrachte er den Rest seiner Karriere auf Kap-Horn-Passagen. Fearon hat 36-mal das Kap Hoorn umrundet, so oft wie kein Mensch mehr danach. |
| Deutschland        | Kapitän Adolf Hauth               | 1899 – 1975 | Hauth hat 14-mal das Kap Hoorn umrundet, darunter viermal als Kapitän des Segelschulschiffes Priwall zwischen 1937 und 1939. Im Jahr 1938 erreichte die Priwall mit einer Zeit von 5 Tagen 14 Stunden die schnellste westliche Umrundung von Kap Hoorn durch ein kommerzielles Segelschiff. |
| Frankreich         | Kapitän Louis Allaire             | 1880 – 1949 | Gründungsvater der „L’Amicale Internationale des Captaines au Long Curs Cap Horniers“, der Vorgänger-Organisation der heutigen „International Association of Cape Horners“. Kapitän Allaire verbrachte 24 Jahre auf See, beginnend als 17-jähriger Lehrling an Bord des französischen Dreimasters Circle, wo er Nitrat aus Chile und Eisenerz aus Neukaledonien beförderte. Sein erstes Kommando im Jahr 1910 war der 3-MasterGermaine in Richtung Neukaledonien. 1912/13 kommandierte er den 3-Master Yves de Kerguelen für hydrographische Vermessungen und meteorologische Forschungen im Indischen und Pazifischen Ozean und unternahm auch eine Expedition zu den französischen Inseln Sankt Paul und Amsterdam.                           |
| Australien         | Alan Villiers                     | 1903 – 1982 | Australischer Seemann, Historiker und Gründer der modernen Segelschule, der 47 Bücher über das Leben an Bord von Segelschiffen geschrieben hat. |
| Argentinien        | Vito Dumas                        | 1900 – 1965 | Einhandsegler, der 1942 inmitten des Zweiten Weltkrieges zu einer Solo-Umrundung des Südlichen Ozeans aufbrach. Seine 31-Fuß-Ketch war nur mit der allernötigsten Ausrüstung ausgestattet. Er hatte kein Radio, aus Angst, als Spion erschossen zu werden, und musste seine Kleidung mit Zeitungspapier ausstopfen, um sich warm zu halten. |
| Frankreich         | Marcel Bardiaux                   | 1910 – 2000 | Der erste Einhand-Segler, der in den fünfziger Jahren in 8 Jahren die Welt in westlicher Richtung, gegen die vorherrschende Windrichtung, umsegelt hat. Sein Buch „Aux 4 Vents del L’Aventure“ ist ein Klassiker der Segelliteratur. |
| England            | Francis Chichester                | 1901 – 1972 | Chichester brach am 27. August 1966 von Plymouth mit seiner Ketsch Gipsy Moth IV auf und kehrte nach 226 Segeltagen am 28. Mai 1967 zurück, um als erster Einhandsegler eine echte Umrundung von West nach Ost über die drei großen Kaps zu segeln, mit nur einem Stopp in Sydney, Australien. Seine Weltreise war die erste, die kommerziell gesponsert wurde, mit dem Woolmark-Logo des Internationalen Wollsekretariats auf dem Bug und seiner Baseballkappe. Er wurde auch von der Zeitung The Sunday Times unterstützt, und das damit erreichte öffentliche Interesse führte dazu, dass die Zeitung 1968/69 das Sunday Times Golden Globe Race sponserte – dem Vorläufer des aktuellen Golden Globe Race.                                  |
| England            | Alec Rose                         | 1908 – 1991 | Wie Chichester ebenfalls zum Ritter geschlagen, nachdem er den Globus 1967/68 mit zwei Stopps in 354 Tagen umrundete. Seine Yacht Lively Lady dient heute noch als Trainingsboot für Segelschüler. |
| England            | Robin Knox-Johnston               | * 1939      | Der erste Segler, der einhand nonstop um die Welt gesegelt ist und das erste Sunday Times Golden Globe Race in 1968/69 gewonnen hat. Seitdem vielfach ausgezeichnet. 1994 gewann er die Jules Verne Trophy für die schnellste Weltumsegelung. |
| Frankreich         | Bernard Moitessier                | 1925 – 1994 | Der französische Segler dürfte 1968 während des Sunday Times Golden Globe Race die schnellste Solo-Nonstop-Umsegelung aufgestellt haben. Nachdem er 6 Wochen hinter dem späteren Sieger Robin Knox-Johnston gestartet war, hatte Moitessier die Zeit auf 19 Tage verkürzt, als er Kap Hoorn umrundete. Aber anstatt den englischen Spitzenreiter den Atlantik hinauf bis ins Ziel zu jagen, wandte sich Moitessier nach Osten und umrundete ein zweites Mal das Kap der guten Hoffnung, um schließlich auf Tahiti seinen Anker fallen zu lassen. Er stellte damit einen Rekord für die längste Nonstop-Passage einer Yacht auf, 37.455 Seemeilen in 10 Monaten. Auch sein Buch „La longue route“ ist ein Klassiker der Segelliteratur geworden. |
| Schottland         | Chay Blyth                        | * 1940      | Der erste Einhandsegler, der 1971 nonstop in westlicher Richtung, entgegen der vorherrschenden Windrichtung mit der 18 Meter langen Ketch British Steel, um die Welt gesegelt ist. 1973 führte Blyth eine Amateurcrew von Fallschirmjägern an Bord der 77 Fuß (23,5 m) Yacht Great Britain II zu zwei Etappen-Siegen im ersten Whitbread Round the World Yacht Race. 1981/82 startete er erneut als Skipper derselben Yacht, umbenannt in United Friendly und wurde die erste britische Yacht, die das Ziel erreichte. |
| Mexiko             | Ramon Carlin                      | 1923 – 2016 | Hat beim Whitbread Round the World Yacht Race 1973/74 die etablierte Segelwelt überrascht, als er als mit einer Crew aus guten, aber unbekannten Seglern gegen die führenden Namen des Hochseesegelns der Ära antrat und sensationell mit seiner Yacht Sayula II, einer Swan 65, das Rennen nach berechneter Zeit gewann. |
| Frankreich         | Éric Tabarly                      | 1931 – 1998 | Tabarly wurde 1964 schlagartig weltberühmt, als er mit seiner Yacht Pen Duick II das Observer Singlehanded Trans Atlantic Race in der Fabelzeit von nur 27 Tagen und 3 Stunden gewann. Zahlreiche Regattasiege und Auszeichnungen sollten folgen, bis der französische Nationalheld 1998 in der Irischen See über Bord ging und ertrank. |
| Niederlande        | Cornelis van Rietschoten          | 1926 – 2013 | Der einzige Skipper, der das Whitbread Round the World Yacht Race zweimal gewinnen konnte. 1977/78 mit der 65-Fuß (19,8 m) Ketsch Flyer, 1981/82 mit der 76-Fuß (23 m) Maxi-Yacht Flyer II nicht nur als schnellstes Schiff, sondern auch Sieger nach berechneter Zeit. Die Crew stellte nebenbei noch weitere Rekorde auf: das größte Etmal von Mittag zu Mittag mit 327 Seemeilen und die schnellste Weltumrundung in 120 Tagen. |
| Neuseeland         | Naomi James                       | * 1949      | Naomi James ist die erste Frau, die 1978 via Kap Hoorn einhand mit einem Zwischenstopp um die Welt segelte und dabei Francis Chichesters Rekord um zwei Tage unterbieten konnte. |
| Australien         | Kay Cottee                        | * 1954      | Kay Cottee war 1988 die erste Frau, die nonstop eine Einhand-Weltumsegelung vollbrachte. Mehrmals durchgekentert und einmal von Bord gespült, erreichte sie nach 189 Tagen wieder ihren Ausgangsort Sydney in Australien. |
| Australien         | Jon Sanders                       | * 1939      | Der erste Segler, der die Antarktis 1981/82 einhand umrundete und das gleich zweimal hintereinander mit einem Abstechers nach Plymouth, Großbritannien. Dieser Endlostörn wurde ins „Guinness-Buch der Rekorde“ aufgenommen. Längste Strecke, die von einer Yacht kontinuierlich gesegelt wurde: 48.510 Meilen (78.070 km) und längste Zeit allein auf See während einer durchgehenden Reise: 419 Tage, 22 Stunden, 10 Minuten. 1986 steigerte er sich noch und umrundete den Globus dreimal hintereinander nonstop. Am 31. Januar 2021 beendete Sanders seine elfte Weltumsegelung, was den 81-Jährigen zu einem der ältesten Menschen macht, die einhand um die Welt gesegelt sind.                                                           |
| Frankreich         | Philippe Jeantot                  | * 1952      | Der ehemalige Tieftaucher gewann in den Jahren 1982 und 1986 die beiden ersten „BOC Challenge solo round the world yacht races“. 1989 erfand er das Vendée Globe, nahm selbst mit der Yacht Crédit Agricole IV teil und wurde vierter. 1990 nahm Jeantot erneut an der BOC Challenge teil und segelte Crédit Agricole IV auf den 3. Platz, um seine vierte Solo-Weltumsegelung abzuschließen. |
| Frankreich         | Titouan Lamazou                   | * 1955      | Segler, Künstler und Autor, der nach dem zweiten Platz der „BOC Challenge solo round the world yacht race“ 1986 die erste Vendée Globe im Jahr 1991 gewinnen konnte. |
| Neuseeland         | Peter Blake                       | 1948 – 2001 | Neuseeländische Segellegende, der das Whitbread Round the World Yacht Race, die Jules Verne Trophy und zweimal den America’s Cup gewinnen konnte. Er wurde 2001 von Piraten auf dem Amazonas ermordet. |
| Indien             | Kapitän Dilip Donde               | * 1967      | Der erste Inder, der die Weltumsegelung als Einhandsegler schaffte und nun andere indische Segler anleitet, ihm nachzueifern. |
| England            | Dee Caffari                       | * 1973      | Hat sechsmal die Welt umsegelt und war die erste Frau, die den Globus sowohl in West-Ost- als auch in Ost-West-Richtung solo umsegelt hat. Erfolgreich teilgenommen am Global Challenge Round the World Race 2004, der Vendée Globe 2009/10 und den Volvo Ocean Races 2014/15 und 2017/18. |
| Vereinigte Staaten | Stan Honey                        | * 1955      | Stan Honey ist einer der bekanntesten Hochsee-Navigatoren Amerikas. Zu seinen Siegen gehören das Volvo Ocean Race 2005/06 an Bord der ABN Amro I und seine entscheidende Rolle dabei, den Rekord der Nonstop-Umrundung auf 48 Tage 7 Stunden 44 Minuten an Bord des 31,4 m langen französischen Trimaran Groupama 3 zu drücken und die Jules Verne Trophy 2010 zu gewinnen. Er hat auch 11 Siege bei Transpac-Rennen über den Pazifik verbucht und Geschwindigkeitsrekorde sowohl über den Atlantik als auch über den Pazifik aufgestellt. |
| Frankreich         | Jean-Luc Van Den Heede            | * 1945      | Stellvertretender Vorsitzender der „Cape Horn Hall of Fame“, hat zwölfmal das Kap Hoorn umsegelt – davon zehnmal solo – und das Golden Globe Race 2018/19 gewonnen. Dazu Spitzenpositionen bei verschiedenen Offshore-Regatten wie der Vendée Globe oder der Transat Jacques Vabre. |

| Nation             | Name              | Lebensdaten | Lebensleistung |
| ------------------ | ----------------- | ----------- | --- |
| Vereinigte Staaten | Stan Honey        | * 1955      | Stan Honey ist einer der bekanntesten Navigatoren bei Hochseerennen Amerikas. Zu seinen Siegen zählen das Volvo Ocean Race 2005–06 an Bord der ABN Amro I und seine entscheidende Rolle dabei, den Nonstop-Weltumsegelungsrekord an Bord des 103 Fuß (31,4 m) langen französischen Trimarans Groupama 3 auf 48 Tage 7 Stunden und 44 Minuten zu drücken und so 2010 die Jules Verne Challenge zu gewinnen. Er hat außerdem 11 Siege bei Transpac-Rennen im Pazifik errungen und Geschwindigkeitsrekorde sowohl im Atlantik als auch im Pazifik aufgestellt. Zuletzt gewannen Stan und seine Frau Sally das Newport – Bermuda Race 2022 mit ihrer Yacht Illusion, einer Cal 40. Er wurde 2010 von U.S. Sailing zum „Rolex Yachtsman of the Year“ ernannt und 2012 in die US Sailing Hall of Fame aufgenommen. Die Ehrenrolle und der Pokal wurden der Skipperin des Golden Globe Race, Kirsten Neuschäfer, überreicht, die mit Stan Honey in der Antarktis segelte. |
| Frankreich         | Philippe Jeantot  | * 1952      | Philippe Jeantot ist ein ehemaliger französischer Tiefseetaucher, der internationale Berühmtheit erlangte, als er 1982 und 1986 mit seinen Yachten namens Crédit Agricole die ersten beiden Solo-Weltumsegelungsregatten der BOC Challenge gewann. 1989 gründete Jeantot das Solo-Nonstop-Weltumrundungsrennen Vendée Globe. Er nahm mit der Yacht Crédit Agricole IV teil und belegte den 4. Platz. Im Jahr 1990 nahm Jeantot erneut an der BOC Challenge teil und segelte mit der Crédit Agricole IV auf den 3. Platz, um seine vierte Solo-Weltumsegelung zu absolvieren. |
| England            | Ellen MacArthur   | * 1976      | Ellen McArthur bestritt 1997 ihre erste Einhand-Regatta, das Mini-Transat und erreichte den 17. Platz. 1998 gewann sie in ihrer Bootsklasse das Einhand-Transatlantik-Rennen Route du Rhum. Im Jahr 2001 machte sie den zweiten Platz bei dem härtesten Rennen für Einhandsegler rund um die Welt, der Vendée Globe. Im Jahr 2004/2005 stellte sie den Weltrekord für die schnellste Nonstop-Weltumsegelung mit 71 Tagen, 14 Stunden, 18 Minuten und 33 Sekunden auf. Die Britin hielt den Rekord bis zum Januar 2008. McArthur machte zwei Weltumsegelungen über Kap Horn. |
| Neuseeland         | Grant Dalton      | * 1957      | Grant Dalton nahm an fünf Whitbread Round the World Rennen teil. Er hat an sieben Weltumsegelungen über Kap Horn teilgenommen, die ersten fünf im Rahmen des Whitbread Round the World Race, das heute The Ocean Race genannt wurde. Er hat 2017 und 2021 den America’s Cup als Teamchef gewonnen. |
| Vereinigte Staaten | Skip Novak        | * 1952      | Skip Novak hat bisher an vier Whitbread-Round-The-World-Rennen teilgenommen. Mit seinen beiden Schiffen Pelagic und Pelagic Australis bereist er regelmäßig die hohen südlichen Breiten. Daneben schreibt er Artikel für Fachzeitschriften, unter anderem über Sturmtaktiken auf Segelyachten. Neben der Teilnahme an den Whitbread-Round-the-World-Rennen (heute: The Ocean Race) nahm er an diversen weiteren Regatten mit großen und sehr großen Schiffen teil. Er war Skipper an Bord Simon Le Bon’s Maxi-Yacht Drum, als diese beim Fastnet Race 1985 spektakulär ihren Kiel verlor und kenterte. Nur einen Monat nach diesem Unfall startete er dennoch mit diesem Schiff zur Weltumsegelungsregatta und belegte 1985 den dritten Rang nach gesegelter Zeit. Er hat an fünf Weltumsegelungen über Kap Horn teilgenommen. |
| England            | Jeanne Socrates   | * 1942      | Am 28. September 2017 verschob sie nach schweren Verletzungen durch einen Sturz von einer Leiter bei der Arbeit an ihrer Yacht Nereida, einer 38-Fuß-Najad 380, ihren geplanten Versuch, den Rekord als älteste Weltumseglerin beiderlei Geschlechts zu brechen, der damals vom Japaner Minoru Saitō gehalten wurde, der 2005 im Alter von 71 Jahren um die Welt segelte. Am 3. Oktober 2018 startete Sokrates ihren jüngsten Versuch, die Welt im Alleingang zu umrunden. Sie war der älteste Mensch, der jemals eine Solo-Weltumrundung ohne Zwischenstopp absolvierte, als sie ihre Reise am 7. September 2019 beendete. Am 22. Februar 2020 verlor sie diesen Rekord, als der 81-jährige Bill Hatfield seine Solo-Nonstop-Weltumsegelung beendete. Da Hatfield Neuseeland oder Tasmanien nicht südlich passierte, bleibt Sokrates der älteste Mensch, der die Welt als Einhandsegler um alle fünf großen südlichen Kaps [Kap Horn (Chile), Kap Agulhas (Südafrika), Westkap Howe (Australien), Südostkap (Australien), Südkap/Whiore (Neuseeland)] umsegelt hat. Sie hat an drei Weltumsegelungen über Kap Horn teilgenommen. |
| Frankreich         | Franck Cammas     | * 1972      | Franck Cammas gewann mehrfach die Transatlantikregatta Transat Jacques Vabre (2001, 2003, 2007) und Route du Rhum (2010). Er siegte 2011/2012 im Rennen um die Welt The Ocean Race (vormals Volvo Ocean Race, davor The Whitbread Round the World Race). Neben den bedeutenden Hochseeregatten wendet sich Cammas zunehmend den Geschwindigkeitsrekorden zu, die er vor allem mit dem Ende 2004 vom Stapel gelaufenen Maxi-Trimaran Groupama 3 angreift. So verbesserte er 2007 den Rekord für die versegelte Strecke in 24 Stunden (vgl. Etmal) und für die Nordatlantiküberquerung (New York–Lizard Point), 2009 für die Mittelmeerüberquerung Marseille-Karthago. Nach zwei erfolglosen Versuchen aufgrund Materialschäden gelang ihm im März 2010 der Gewinn der Jules-Verne-Trophäe für die schnellste Weltumsegelung – mit einer Zeit unter 50 Tagen. Er hat an vier Weltumsegelungen über Kap Horn teilgenommen. |
| Frankreich         | Michel Desjoyeaux | * 1965      | Michel Desjoyeaux ist ein französischer Profisegler, der zu den besten Einhandseglern der Welt gehört. Zu seinen zahlreichen Rennsiegen zählt der zweifache Sieg bei der Einhand-Regatta um die Welt, der Vendée Globe 2000/2001 und 2008/2009. Dreimal (1992, 1998, 2007) konnte er die französische Einhandregatta Solitaire du Figaro gewinnen. Insgesamt siegte er in mehr als 25 Regatten. Desjoyeaux wurde von Éric Tabarly ausgebildet und nahm 1985 gemeinsam mit Tabarly auf der Côte-d’Or im Alter von 20 Jahren zum ersten Mal an einer Weltumsegelung im Rahmen des Whitbread Round the World Race (heute: The Ocean Race) teil. Seit 1990 bestreitet Desjoyeaux vor allem Einhandregatten und segelt dabei sowohl 60-Fuß-Einrumpfboote als auch 60-Fuß Trimarane. Er gewann 1990 aber auch bei der TwoSTAR, einer Transatlantikregatta für zwei Segler, mit Skipper Jean Maurel. Er hat an drei Weltumsegelungen über Kap Horn teilgenommen. |

2024 Inductees
| Nation     | Name          | Lebensdaten | Lebensleistung |
| ---------- | ------------- | ----------- | --- |
| Frankreich | Loïck Peyron  | * 1959      | Als vierfacher Weltumsegler über Kap Hoorn hat Loïck Peyron unter anderem viermal die ORMA-Meisterschaft (1996, 1997, 1999 und 2002), dreimal das OSTAR-Solo-Transatlantikrennen, zweimal die Transat Jacques Vabre und 2012 die Jules Verne Trophy gewonnen. Peyron schloss sich 2006 dem französischen Gitana-Team an und segelte auf der Gitana Eighty, einem 60-Fuß-Einhandboot, mit dem er die Transat gewann. Mit der gleichen Yacht nahm er an der Vendée Globe 2008/9 teil und führte das Rennen 16 Tage lang an, als der Mast der Gitana brach. Im Jahr 2012 gewannen er und seine Crew die Jules Verne Trophy an Bord des Multitrimarans Banque Populaire mit einer Zeit von 45 Tagen, 13 Stunden, 42 Minuten und 53 Sekunden, womit sie den bisherigen Weltumsegelungsrekord um zwei Tage unterboten. Im November 2014 gewann er die Route du Rhum als Einhandsegler und stellte dabei einen neuen Rekord auf: Er segelte in 7 Tagen, 15 Stunden, 8 Minuten und 32 Sekunden von St. Malo nach Guadeloupe. |
| Frankreich | Jean Le Cam   | * 1959      | Der französische Segler Jean Le Cam, der bereits sieben Weltumsegelungen hinter sich hat und vor seiner fünften Vendée Globe-Regatta steht, begann seine Karriere als Schüler von Eric Tabarly auf dessen Whitbread-Weltumsegelungsyacht Euromarché (ex-Pen Duick IV) 1981/2. In den Jahren 1994, 1996 und 1999 gewann er das Solitaire du Figaro Race. Bei der Vendée Globe 2004 belegte Jean den zweiten Platz und kam nur wenige Stunden nach dem Sieger Vincent Riou an. Am 6. Januar 2009, während er an der Vendée Globe 2008/9 teilnahm, verschwand Le Cam 200 Meilen westlich von Kap Hoorn. Er war 16 Stunden lang in seiner umgedrehten Yacht gefangen und wurde von Vincent Riou, dem damaligen Skipper von PRB, gerettet. Bei der Vendée Globe 2020/1 waren die Rollen vertauscht, als Le Cam seinen Mitstreiter und PRB-Skipper Kevin Escoffier nachts rettete, nachdem dieser 840 Seemeilen südwestlich von Kapstadt verschollen war. Nach der Rettung nahm Le Cam das Rennen mit Escoffier an Bord wieder auf. Escoffier wurde später von Le Cams Yacht mit dem treffenden Namen Yes we Cam geborgen und erhielt für die Rettung eine Zeitgutschrift von 16 Stunden und 15 Minuten, die ihn in der Gesamtwertung vom 8. auf den 4. Jean Le Cam wurde im Juli 2021 zum Chevalier der französischen Ehrenlegion ernannt. |
| Schweden   | Roger Nilson  | * 1949      | Als siebenmaliger Weltumsegler ist Dr. Roger Nilson einer der großen Veteranen des Whitbread Round the World Race. Seine erste Weltumsegelung absolvierte er 1981 an Bord der amerikanischen Yacht Alaska Eagle. Er war der Arzt an Bord der Drum in der Whitbread-Regatta 1985/6 und segelte als Skipper der The Card in der Saison 1989/90, der Intrum Justitia in der Saison 1993/4, der Swedish Match in der Saison 1997/8 und der Amer Sports On in der Saison 2001, Nilson segelte auch als Navigator auf dem amerikanischen Maxi-Trimaran Innovation Explorer in 'The Race' 2001 und war auf der Orange II mit Bruno Peyron, als sie 2005 den Rekord der Jules Verne Challenge mit einer Zeit von 50d 16h 20min 4s brachen. Er hat zwei Bücher über die Whitbread-Rennen und eine Biografie über sein persönliches Leben geschrieben und war als Kameramann/Produzent an zahlreichen Segelfilmen beteiligt. |
| Frankreich | Francis Joyon | * 1956      | Der vierfache Kap-Horner-Segler Francis Joyon war 2004 der erste Mensch, der die Weltumsegelung im Alleingang und ohne Unterbrechung in einem Mehrrumpfboot absolvierte und dabei den Rekord brach. Zwei Jahre später wiederholte er dieses Kunststück und übernahm den Rekord von Dame Ellen MacArthur mit einer Zeit von 57d 13h 34m. Am 6. Juli 2005 brach Joyon an Bord seines Mehrrumpfbootes IDEC den 11 Jahre alten Solo-Transatlantikrekord von Ambrose Light vor New York nach Lizard mit einer Zeit von 6 Tagen 4 Stunden 1 Minute und 37 Sekunden. Während dieser Reise brach er auch den 24-Stunden-Entfernungsrekord für Einhandsegler mit einer Strecke von 543 nautischen Meilen (1.006 km). Im Jahr 2017 haben er und seine Crew an Bord der IDEC Sport den Weltumsegelungsrekord der Jules Verne Challenge auf 40d 23h 30m reduziert. |
| Australien | Andrew Cape   | * 1962      | Andrew Cape ist einer der weltbesten Segler. Der Australier hat auf allen Ebenen an Wettkämpfen teilgenommen, vom Admiral’s Cup, America’s Cup und Transatlantikrennen bis hin zu mehreren Whitbread- und Volvo Ocean Races. Er hat Kap Hoorn 10 Mal umrundet und gewann 2003 den America’s Cup als Steuermann auf der Schweizer Yacht Alinghi. Außerdem stellte er zusammen mit Alex Thomson an Bord der IMOCO 60 Hugo Boss während des Barcelona World Race 2007/8 einen 24-Stunden-Weltrekord für Einrumpfboote auf, indem er 499,22 Meilen zurücklegte – ein Durchschnitt von 20,8 Knoten. |
| England    | Mike Golding  | * 1960      | Als sechsmaliger Weltumsegler (dreimal ostwärts und dreimal westwärts) ist Mike Golding OBE ein IMOCA- und FICO-Weltmeister, der bei den prestigeträchtigsten Weltumsegelungen und Transatlantikveranstaltungen immer wieder siegreiche Leistungen erbracht hat. Im Jahr 1994 stellte er auf der 67-Fuß-Stahljacht Group 4 Securitas bei einer Solo-Weltumsegelung den Weltrekord für die schnellste Einhand-Umsegelung von Ost nach West auf. Im Jahr 2000 vollendete er im Rahmen der Vendée Globe eine Solo-Weltumsegelung von West nach Ost und war damit der erste Mensch, der die Welt im Alleingang und ohne Unterbrechung in beiden Richtungen umsegelte. 1997 gewann er mit der gleichen Yacht die BT Global Challenge. Nach vier Vendée-Globe-Weltumsegelungen im Alleingang und über 25 Transatlantikregatten wurde Golding mit dem Emile-Robin-Preis und dem Preis der Royal Humane Society für die Rettung seines Mitseglers Alex Thomson von dessen Yacht Hugo Boss tief im Südpolarmeer ausgezeichnet. 2007 erhielt er einen OBE für seine Verdienste um den britischen Sport. |